# Burning Bridges
Burning Bridges är det tredje studioalbumet av den svenska melodiska death metal-gruppen Arch Enemy. Albumet gavs ut den 21 maj 1999 på Century Media Records och producerades av bandets gitarrist Michael Amott tillsammans med Fredrik Nordström. Nordström äger musikstudion Studio Fredman i Göteborg, i vilken albumet spelades in. Burning Bridges var bandets sista studioalbum med sångaren Johan Liiva.

## Låtlista
1. The Immortal – 3:43
2. Dead Inside – 4:13
3. Pilgrim – 4:33
4. Silverwing – 4:08
5. Demonic Science – 5:23
6. Seed of Hate – 4:09
7. Angelclaw – 4:06
8. Burning Bridges – 5:31

Bonuslåtar på Limited Edition 1999:
1. Diva Satanica – 3:46
2. Hydra – 0:56

## Medverkande
Arch Enemy:
- Johan Liiva - sång
- Michael Amott - gitarr
- Christopher Amott - gitarr
- Sharlee D'Angelo - bas
- Daniel Erlandsson - trummor

Gästmusiker:
- Fredrik Nordström - keyboard, produktion
- Per Wiberg - piano, mellotron